# Ctenopteris matthewiana
Ctenopteris matthewiana är en stensöteväxtart som först beskrevs av Cornelis Rugier Willem Karel van Alderwerelt van Rosenburgh, och fick sitt nu gällande namn av Tard. Ctenopteris matthewiana ingår i släktet Ctenopteris och familjen Polypodiaceae. Inga underarter finns listade.